# Rhynchium
Rhygchium, Rychium, Rynchium
Genre
Synonymes
- Rhygchium de Saussure, 1853
- Rychium Billberg, 1820
- Rynchium Sturm, 1829

Espèces de rang inférieur
- Rhynchium oculatum (Fabricius, 1781)

Rhynchium est un genre d'insectes hyménoptères de la famille des Vespidae et de la sous-famille des Eumeninae (les « guêpes maçonnes »).

## Classification
Le genre Rhynchium est décrit en 1806 par l'entomologiste italien Massimiliano Spinola (1780-1857) sous le protonyme Rygchium,.

### Renommage
Le genre Rygchium est renommé Rhynchium en 1937 par Nicolas Théobald et repris par Perrard & Carpenter en 2017,.

### Espèce type
L'espèce type est Rhynchium oculatum (Fabricius, 1781).

### Sous-famille
Ce genre est assigné à la famille des Eumenidae en 1937 par Nicolas Théobald, repris en 1940 par Louis Émile Piton, et Carpenter en 1992. Le genre Rhynchium est assigné à la sous-famille des Eumeninae en 2017 par Perrard & Carpenter,.

### Synonymes
Selon GBIF en 2023, le nombre de synonymes est de trois :
- Rhygchium de Saussure, 1853
- Rychium Billberg, 1820
- Rynchium Sturm, 1829[7]

### Fossiles
Selon Paleobiology Database en 2023, deux collections de fossiles sont référencées en France de l'Oligocène de Céreste dans les Alpes-de-Haute-Provence et du Paléocène de Menat dans le Puy-de-Dôme,. Ceci date la présence du genre Rynchium fossile depuis le Sélandien ou Paléocène supérieur au Rupélien ou Oligocène inférieur soit depuis 61,6 à 28,4 Ma.

## Description

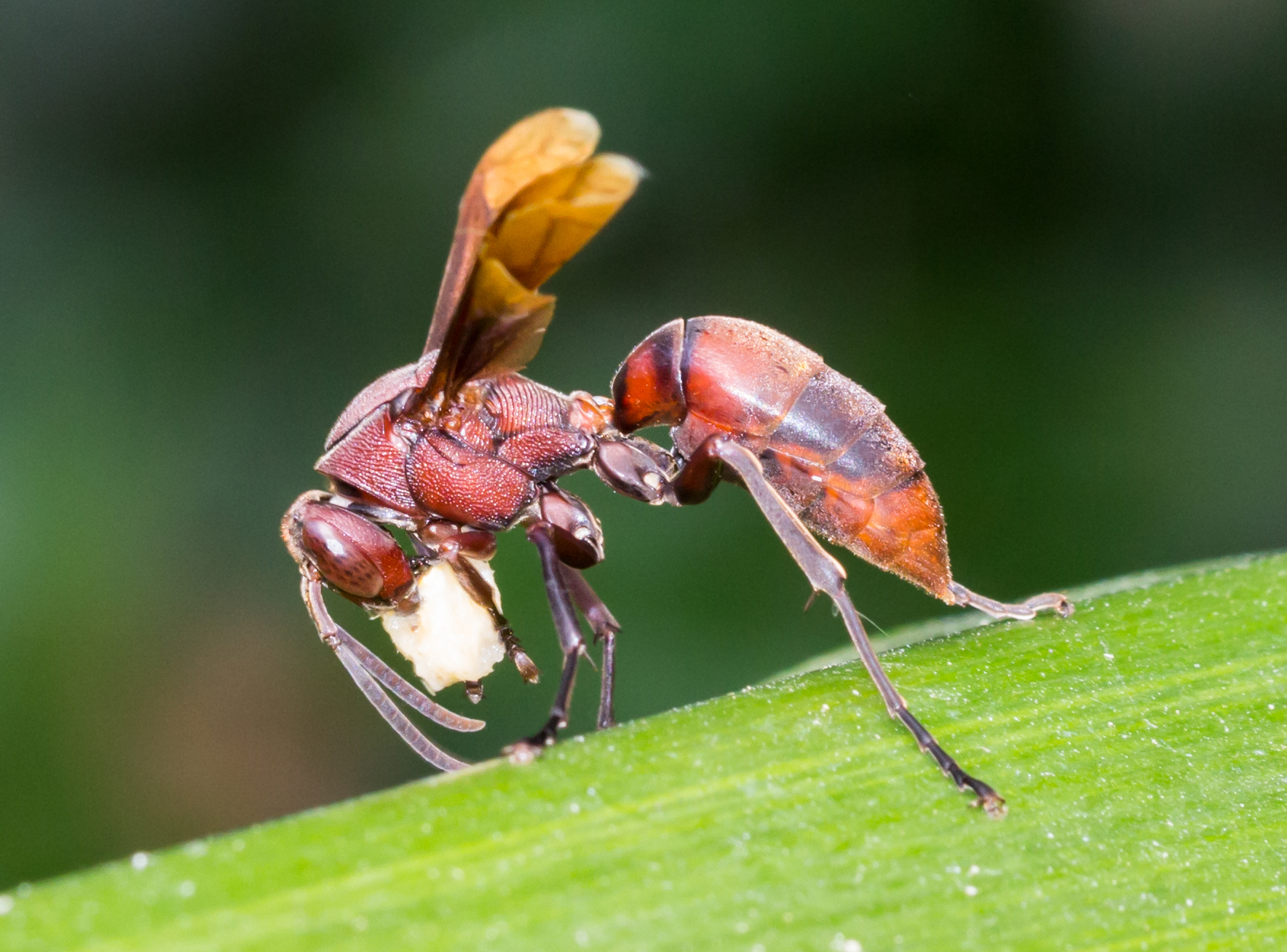
Rhynchium brunneum, Taman Sari, 2014-05-19

### Répartition
Rhynchium est un genre australien, afrotropical, indomalais et paléarctique de guêpes maçonnes.

## Liste d'espèces
Les quarante-quatre espèces suivantes sont du genre Rynchium :
- Rhynchium acromum Giordani Soika, 1952
- Rhynchium annuliferum Boisduval, 1835
- Rhynchium ardens Smith, 1873
- Rhynchium atrissimum Vecht, 1968
- Rhynchium atrum Saussure, 1852
- Rhynchium australense Perkins, 1914
- Rhynchium bandrense Dusmet, 1930
- Rhynchium bathyxanthum Vecht, 1963
- Rhynchium brunneum (Fabricius, 1793)
- Rhynchium carnaticum (Fabricius, 1798)
- Rhynchium claripenne Giordani Soika, 1994
- Rhynchium collinum Cameron, 1903
- Rhynchium cyanopterum Saussure, 1852
- Rhynchium fervens Walker, 1871
- Rhynchium fukaii Cameron, 1911
- Rhynchium haemorrhoidale (Fabricius, 1775)
- Rhynchium japonicum Dalla Torre, 1894
- Rhynchium khandalense Dusmet, 1930
- Rhynchium kuenckeli Maindron, 1882
- Rhynchium lacuum Stadelmann, 1898
- Rhynchium magnificum Smith, 1869
- Rhynchium marginellum (Fabricius, 1793)
- Rhynchium marianense (Bequaert & Yasumatsu, 1939)
- Rhynchium medium Maindron, 1882
- Rhynchium mirabile Saussure, 1852
- Rhynchium multispinosum (Saussure, 1855)
- Rhynchium neavei Meade-Waldo, 1911
- Rhynchium nigrolimbatum Bingham, 1912
- Rhynchium nigrosericeum Giordani Soika, 1990
- Rhynchium oculatum (Fabricius, 1781)
- Rhynchium patrizii Guiglia, 1931
- Rhynchium proserpina Schulthess, 1923
- Rhynchium quinquecinctum (Fabricius, 1787)
- Rhynchium rubropictum Smith, 1861
- Rhynchium rufiventre Radoszkowski, 1881
- Rhynchium superbum Saussure, 1852
- Rhynchium thomsoni Cameron, 1910
- Rhynchium transvaalensis Cameron, 1910
- Rhynchium usambaraense Cameron, 1910
- Rhynchium varipes Perkins, 1905
- Rhynchium versicolor (Kirby, 1900)
- Rhynchium vittatum Buysson, 1909
- Rhynchium xanthurum Saussure, 1856
- Rhynchium zonatum Walker, 1871[8]

## Espèces fossiles
- †Rhynchium andrei (Piton, 1940)[6],[9][note 2]

## Galerie

Espèces vivantes du genre Rhynchium.
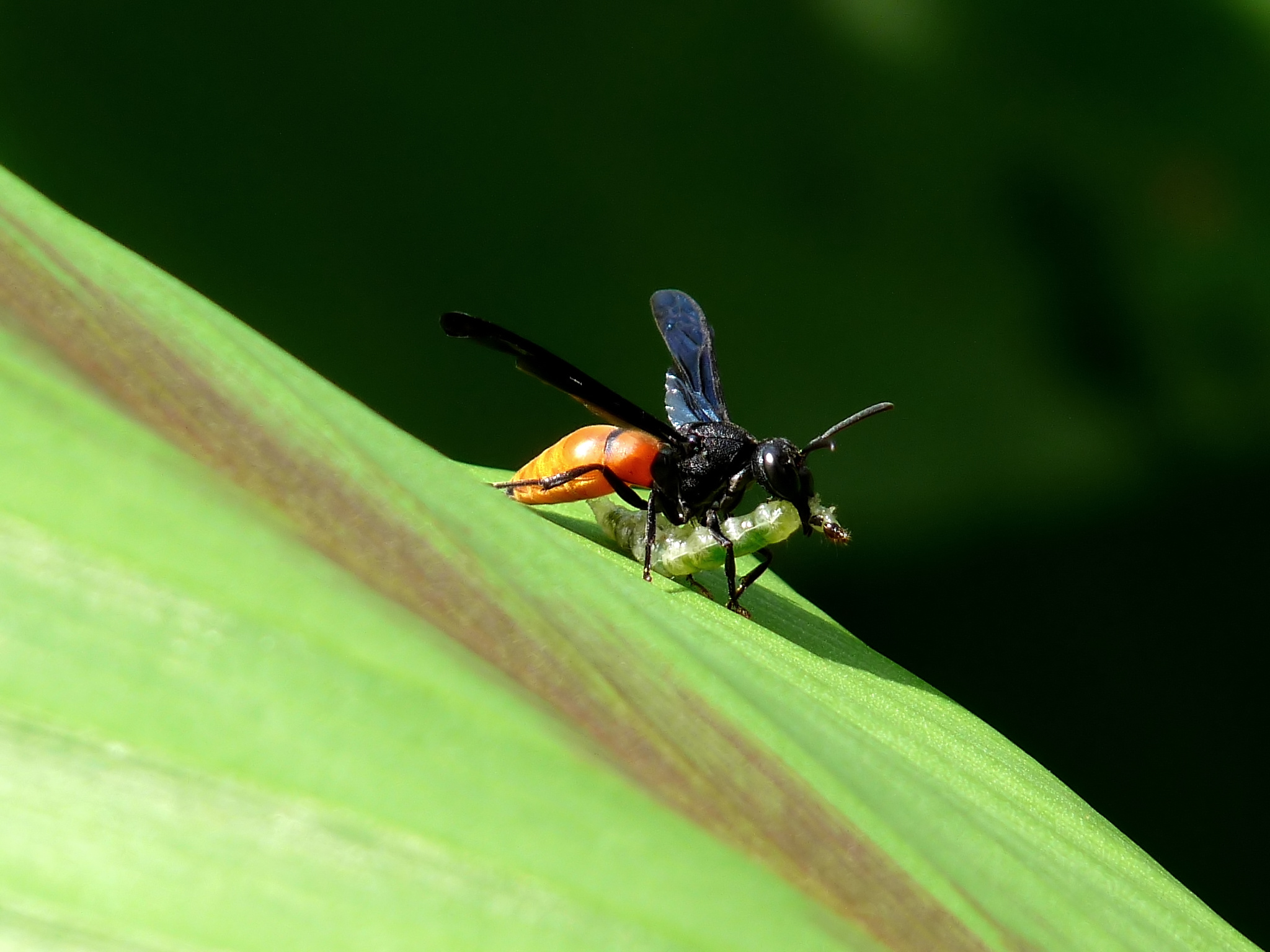
Rhynchium en Australie.
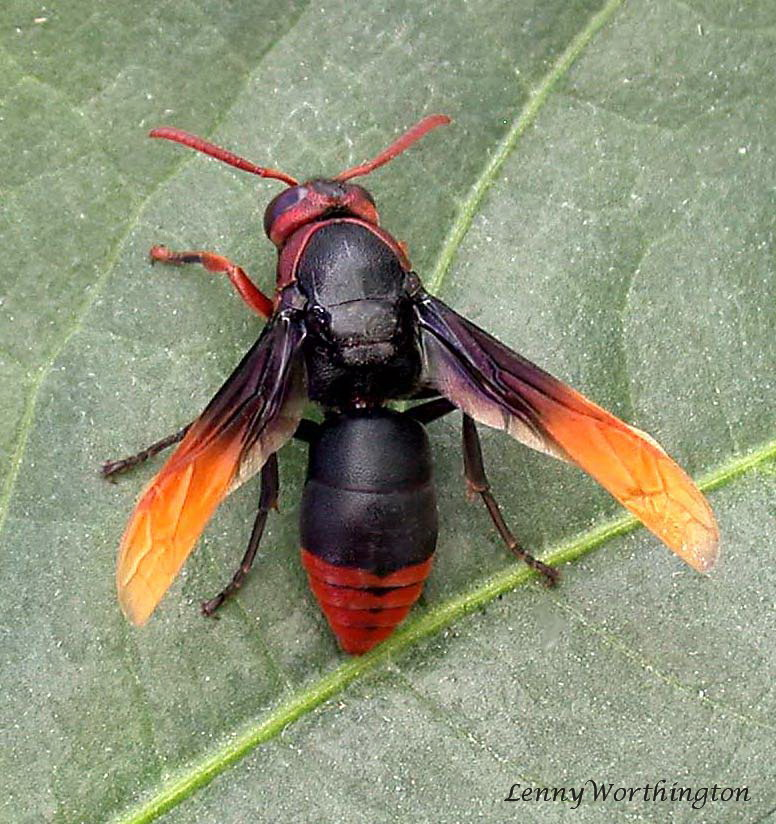
Rhynchium haemorrhoidale.
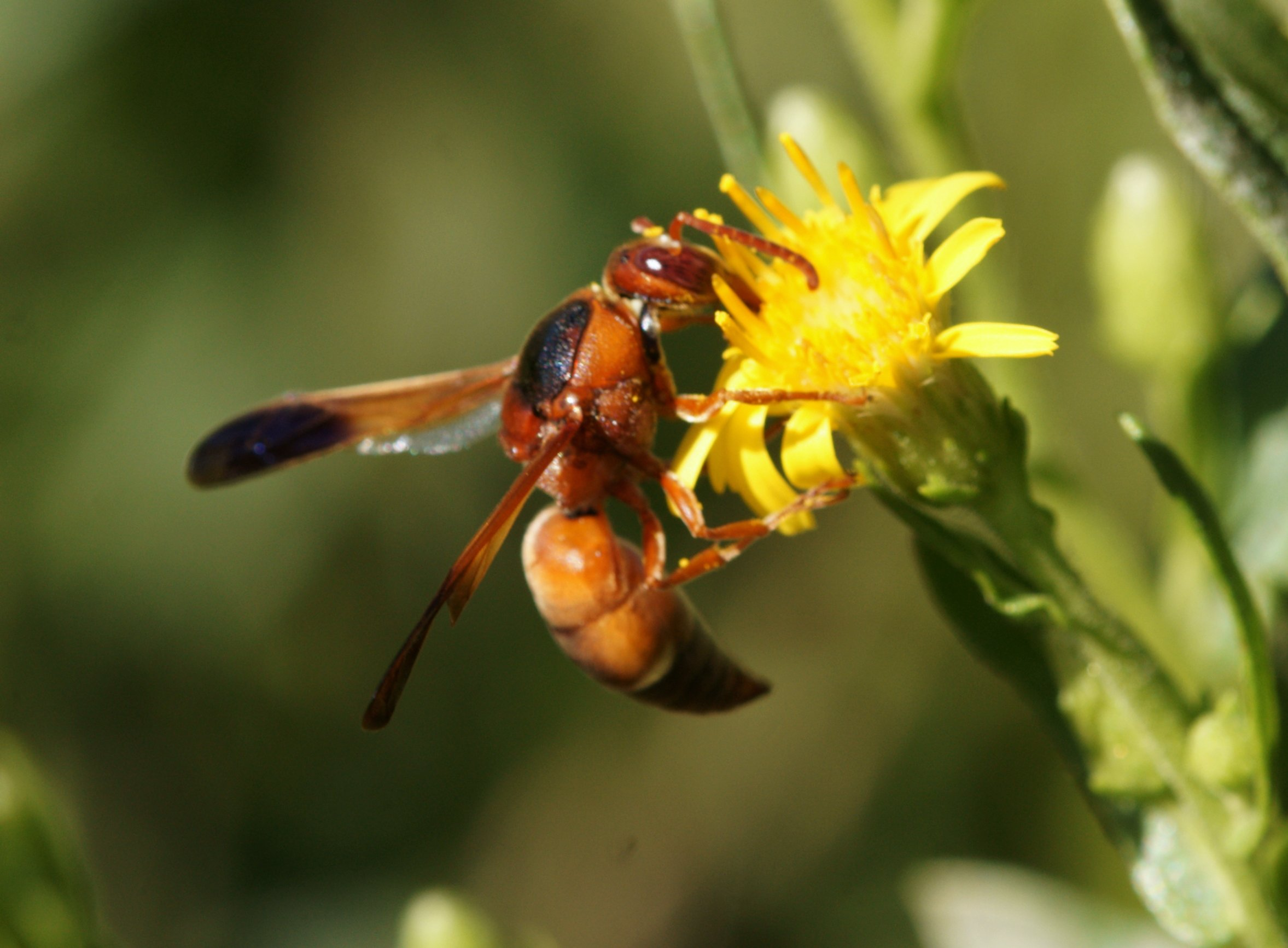
Rhynchium oculatum.
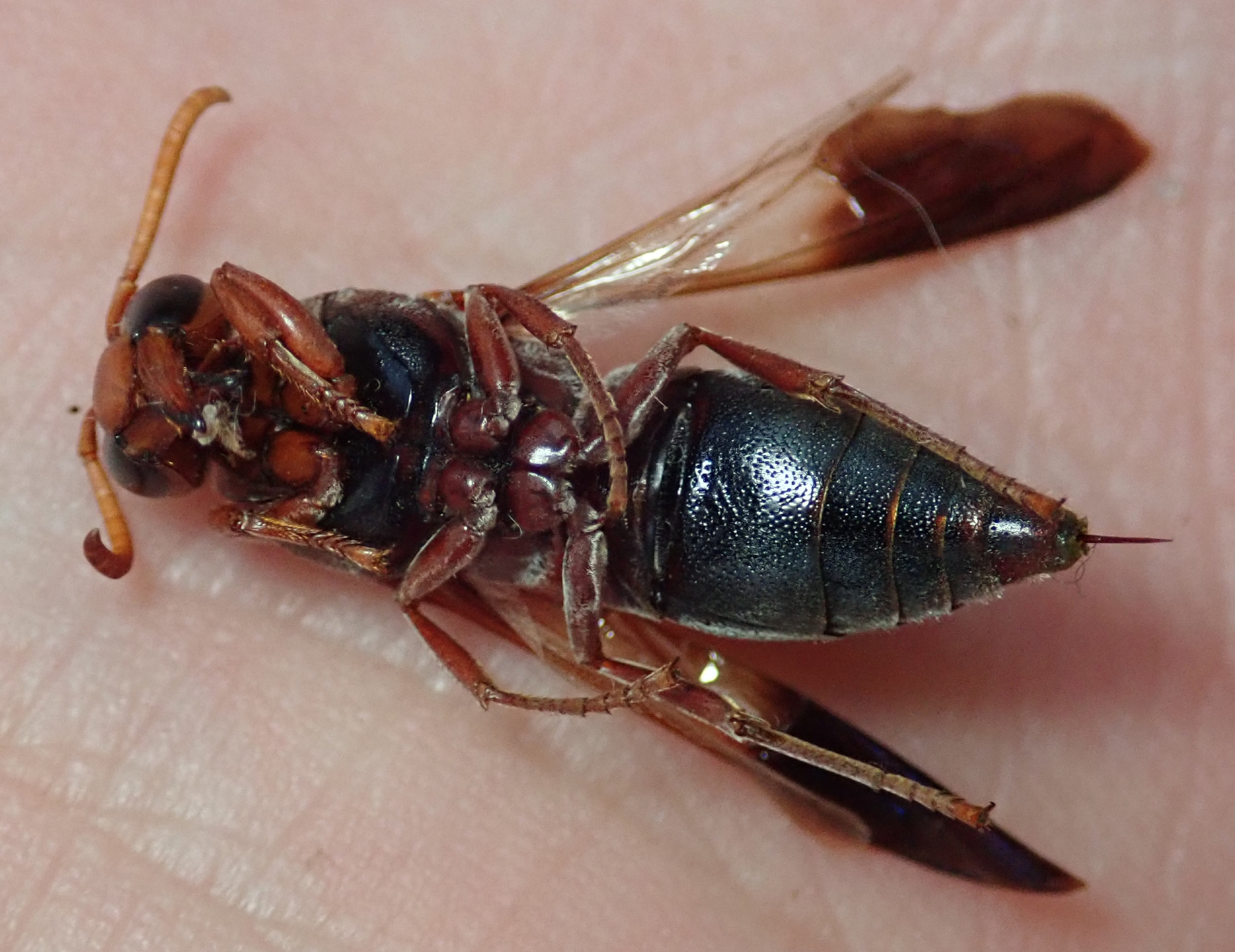
Rhynchium marginellum.
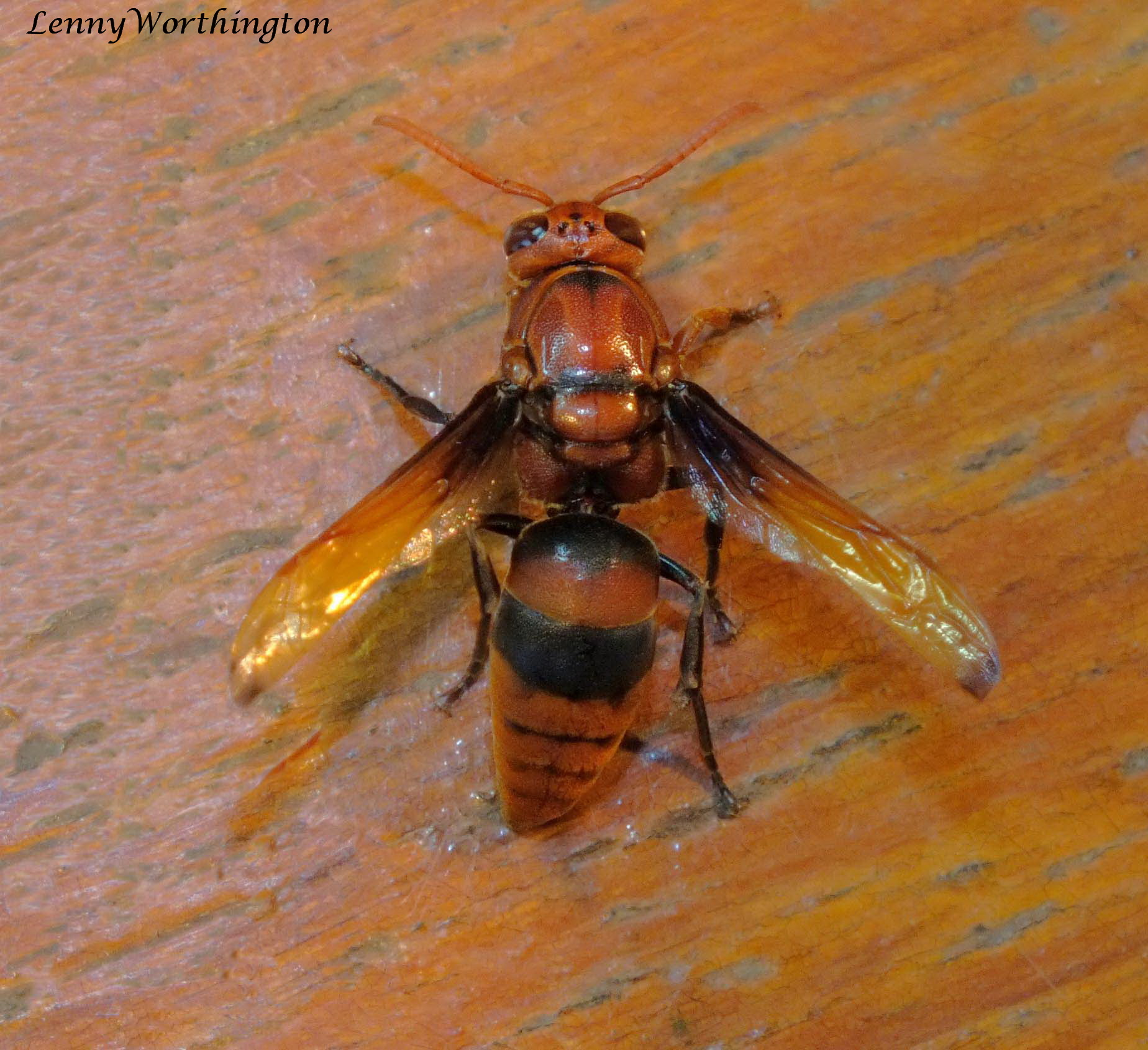
Rhynchium quinquecinctum.
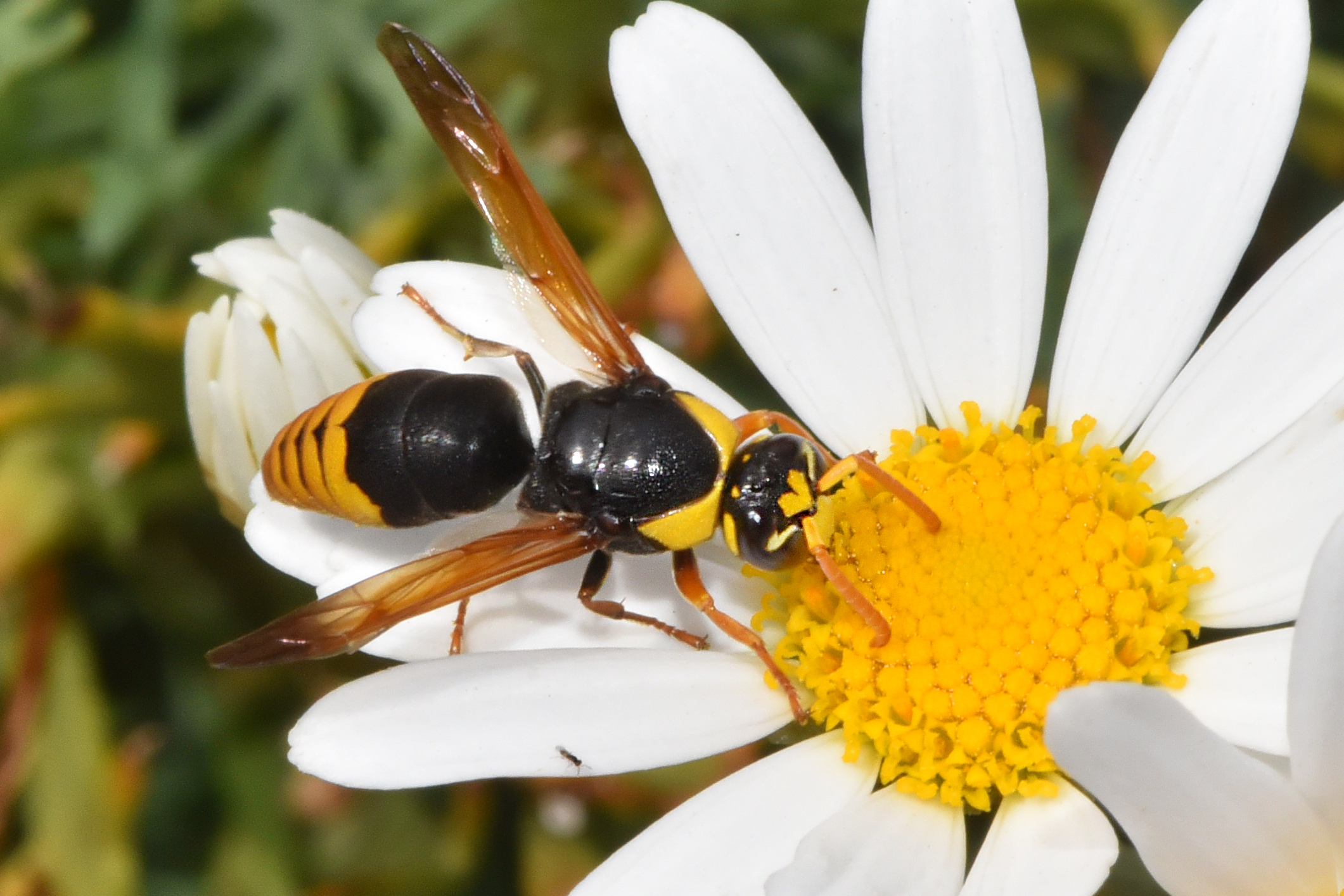
Rhynchium superbum.

### Publication originale
- [1806] (la) Massimiliano Spinola, Insectorum Liguriae. Species Novae aut Rariores, quas in Agro Ligustico Nuper Detexit, Descripsit, et Iconibus Illustravit, vol. I, 1806, 1-159 p. (OCLC 11829631, LCCN 06018741, DOI 10.5962/bhl.title.65985, lire en ligne).